# Baluse
Das Baluse, auch Baloese, ist ein als Schutzwaffe benutzter Schild aus Indonesien.

## Beschreibung
Das Baluse besteht aus Holz. Es ist blattförmig gearbeitet. Sein unteres Ende läuft in einer massiven, hölzernen, stachelartigen Verlängerung aus, die stumpf oder leicht spitz ausgearbeitet ist. Die Schildvorderseite hat in regelmäßigen Abständen rillenartige, linienförmige Vertiefungen und läuft am oberen Ende zu einem stumpfen, flachen Ende aus. Über fast die ganze Schildlänge läuft in der Mittellinie eine halbrund ausgearbeitete Rippe, die in der Mitte des Schildes mit einem runden, topfartigen Gebilde versehen ist. Auf der Innenseite ist ein hölzerner Griff ausgeschnitzt sowie eine Ausbuchtung, die der Aufnahme der Hand dient.

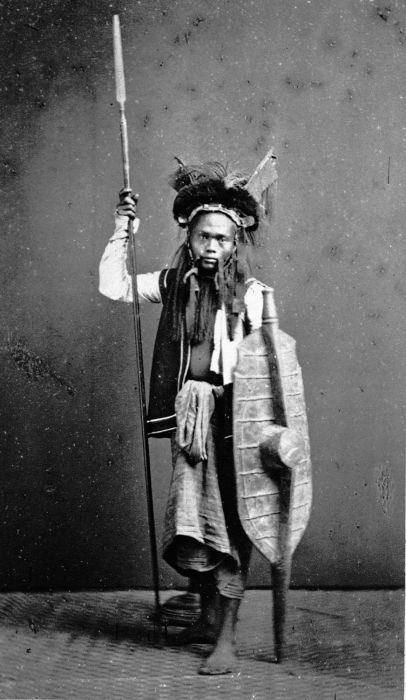
Nias-Krieger mit Baluse, ca. 1870, Tropenmuseum Amsterdam

Das Baluse wird aus einem Stück Holz ausgearbeitet und ist oft mit horizontalen Rattanschnüren versehen, die dazu dienen, ein Splittern des Holzes der Länge nach zu verhindern, wenn ein Treffer mit einem Schwert auf den Schild erfolgt. Auf der Außenseite sind oft dekorative Schnitzereien oder Gemälde angebracht. Das Baluse wird als Schutzwaffe von Ethnien auf der Nias-Insel benutzt.